# 81ª Brigada Aeromóvil (Ucrania)

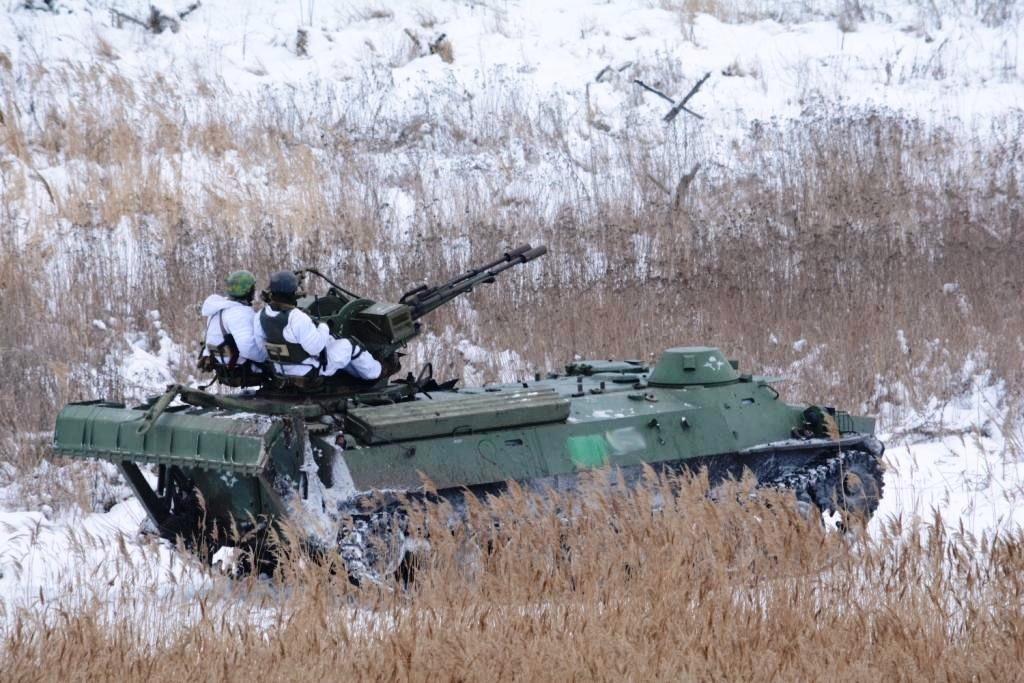
81ª Brigada Aeromóvil durante ejercicios de entrenamiento, en 2017.

La 81.ª Brigada de Aeromóviles Independiente es una brigada de las Fuerzas de Asalto Aéreo de Ucrania. La brigada 81 luchó en la Guerra del Dombás y en la invasión rusa de Ucrania.

## Historia
La Brigada Aeromóvil 81 se creó en el otoño de 2014 a partir de elementos de la Brigada Aerotransportada 25. La brigada incluye los batallones aerotransportados independientes 90 y 122. En mayo de 2015, el Batallón de voluntarios OUN pasó a formar parte de la brigada. La brigada luchó en la batalla del aeropuerto de Donetsk. El 9 de junio de 2015, el teniente de brigada Ivan Zubkov recibió póstumamente el título de Héroe de Ucrania por llamar a la artillería contra sí mismo durante la batalla en el aeropuerto de Donetsk. El 90.º Batallón de la brigada fue nombrado en honor a Zubkov el 30 de diciembre de ese año. Durante la invasión rusa de Ucrania, el Ministerio de Defensa de Rusia informó que la brigada fue atacada por tropas de misiles rusas durante la noche del 24 al 25 de abril de 2022.
El 10 de septiembre, la brigada estaba involucrada en las Batallas de Limán como parte de las unidades militares de la contraofensiva oriental ucraniana. El 24 de septiembre, los bloggers militares rusos informaron que la brigada liberó la mitad de Novoselivka, a solo 10 km al norte de Limán. Cuatro días después, el 28, la ciudad fue recuperada por completo junto con miembros de la Guardia Nacional de Ucrania. Tras la captura de la ciudad, la brigada giró hacia el sur y el este hacia Limán. El 1 de octubre, el Ministerio de Defensa de Rusia anunció y ordenó la retirada de Limán.

## Estructura
A partir de 2022 la estructura de la brigada es la siguiente:
- 81ª Brigada Aeromóvil, Kramatorsk
  - Cuartel General  y Compañía del Cuartel General
- 90 ° Batallón Aeromóvil Independiente (Creado en septiembre de 2014 sobre la base de la 95 ° Brigada de Asalto Aéreo y estaba compuesto exclusivamente por voluntarios).[1]
- 122. ° Batallón Aeromóvil Independiente (Formado en el otoño de 2014 sobre la base del 3. ° batallón de la 80. ° Brigada de Asalto Aéreo).[1]
- Grupo Táctico del 5. ° Batallón
- Compañía de tanques
- Compañía de reconocimiento
- Grupo de Artillería (Grupo de artillería de brigada equipado con vehículos de artillería autopropulsados 2S1).[1]
- Compañía antiaérea
- Unidades de apoyo (Esto incluye todos los elementos de retaguardia, como ingenieros, comunicaciones, médicos y unidad de apoyo material).[1]

## Enlace
- Esta obra contiene una traducción  derivada de «81st Airmobile Brigade (Ukraine)» de Wikipedia en inglés, publicada por sus editores bajo la Licencia de documentación libre de GNU y la Licencia Creative Commons Atribución-CompartirIgual 4.0 Internacional.